# Haldan Keffer Hartline
Haldan Keffer Hartline, ameriški fiziolog, nobelovec, * 22. december 1903, Bloomsburg, Pensilvanija, Združene države Amerike, † 17. marec 1983, Fallston, Maryland.
Za svoje delo na področju fiziologije vida je leta 1967 prejel Nobelovo nagrado za fiziologijo ali medicino, skupaj z Ragnarjem Granitom in Georgeom Waldom.

## Življenje in delo
Za naravoslovje ga je navdušil oče, učitelj biologije. Leta 1923 je diplomiral na kolidžu Lafayette v Eastonu in se vpisal na medicinsko fakulteto Univerze Johnsa Hopkinsa, kjer je na oddelku za fiziologijo nadaljeval z raziskovanjem vida. Tu se je naučil snemanja akcijskih potencialov z mrežnic vretenčarjev, kmalu pa so njegovo pozornost pritegnile tudi žuželke, za katere je domneval, da bodo priročnejši preskusni subjekti.
Po doktoratu iz medicine je s pomočjo štipendije Nacionalnega raziskovalnega sveta pričel še s študijem matematike in fizike da bi pridobil temelje za kariero v biofiziki. Izpopolnjeval se je v Evropi, na Univerzi v Leipzigu pri Heisenbergu in Univerzi v Münchnu pri Sommerfeldu. V tem času je obiskal tudi Anglijo in Italijo.
Leta 1931 je dobil položaj raziskovalca na Univerzi Pensilvanije pod vodstvom Detleva Bronka, kjer je ostal do leta 1949. Tu je pričel z raziskavami odzivov vidnih receptorjev ostvarjev pod različnimi pogoji, pa tudi drugih preskusnih subjektih, vključno s človekom. Bil je izjemno nadarjen eksperimentator in tehnik ter je večino orodij in aparatur izdelal sam. Z njimi je lahko meril akcijske potenciale s posameznih čutilnih nevronov.
V začetku 1940. let je bil kratek čas izredni profesor fiziologije na medicinskem kolidžu Univerze Cornell v New Yorku, nato pa se je vrnil v Filadelfijo. Leta 1949 je postal profesor biofizike in vodja oddelka za biofiziko na Univerzi Johnsa Hopkinsa. V tem času je s sodelavci opravil vrsto poskusov, s katerimi je pojasnil nevronalno osnovo pojava lateralne inhibicije v čutilih. Z njimi je dokazal, da že na tej začetni ravni živčnega sistema obstajajo mehanizmi za procesiranje informacij iz čutil.
Nazadnje je postal profesor in raziskovalec na Rockefellerjevem inštitutu (danes Rockefellerjeva univerza) ter tam deloval tudi še po svoji upokojitvi leta 1973. S Floydom Ratliffom sta se v tem času ukvarjala z matematičnim modeliranjem odzivov vidnih živcev; v ta namen sta med prvimi fiziologi pričela uporabljati računalnik. V 1970. letih se mu pričel slabšati vid in sčasoma ni mogel več opravljati raziskav. V zadnjih letih življenja so se mu pričele tudi težave s srcem in v 80. letu starosti je umrl zaradi srčne kapi v bolnišnici v kraju Fallston, Maryland.

## Priznanja
Za svoja odkritja je prejel vrsto strokovnih priznanj od združenj za fiziologijo oz. eksperimentalno psihologijo. Leta 1967 si je z Ragnarjem Granitom in Georgeom Waldom, ki sta neodvisno od njega raziskovala fiziološke in kemične procese, udeležene pri vidu, enakovredno razdelil Nobelovo nagrado za fiziologijo ali medicino.
Sprejet je bil tudi za člana več akademskih inštitucij, med njimi Nacionalne akademije znanosti ZDA, Ameriške akademije umetnosti in znanosti in britanske Kraljeve družbe kot tuj član.